# Bahamas nos Jogos Pan-Americanos de 1983
As Bahamas competiram nos Jogos Pan-Americanos de 1983 em Caracas, Venezuela, de 14 a 29 de agosto de 1983. Conquistaram uma medalha nesta edição.